# 25942 Walborn
25942 Walborn è un asteroide della fascia principale. Scoperto nel 2001, presenta un'orbita caratterizzata da un semiasse maggiore pari a 3,0890871 UA e da un'eccentricità di 0,2138215, inclinata di 3,27348° rispetto all'eclittica.